# Józef Pankiewicz
Józef Pankiewicz, né le 29 novembre 1866 à Lublin et mort le 4 juillet 1940 à La Ciotat est un peintre et graveur polonais, l’un des premiers impressionnistes et symbolistes en Pologne. L’initiateur du colorisme dans la peinture polonaise des années 20, il est également l'un des pionniers de l'art graphique polonais.

## Biographie
L'Ecole des Beaux-Arts de Varsovie étant fermée par les autorités russes, Józef Pankiewicz commence ses études de l'art en 1884 dans l'atelier de Wojciech Gerson. Dans les années 1885-1886, il les poursuit en compagnie de Władysław Podkowiński à Saint-Pétersbourg.
En 1889, les deux artistes partent ensemble pour Paris où Pankiewicz reçoit une médaille d’argent à l’Exposition Universelle pour son tableau réaliste Marché aux légumes sur la Place Żelaznej Bramy. Admirateur, à ses débuts, de la peinture réaliste d'Aleksander Gierymski, il s'imprègne des nouvelles tendances de l'art français.
De retour en Pologne, l’artiste transfère les principes du luminisme impressionniste à la peinture polonaise. Son lieu de prédilection pour travailler en plein air est Kazimierz Dolny. Il présente ensuite son œuvre impressionniste au salon d'Aleksander Krywult mais, comme son ami Podkowiński, il devient cible des attaques de la part des critiques et du public. Cette expérience douloureuse marque un tournant dans sa création. Dans les années 1892-1897, Pankiewicz peint une série de nocturnes, usant d'une monochromie nuancée. Réalisées avec une palette de couleurs très réduite, ce sont des compositions encore impressionnistes mais qui trahissent un fort penchant pour le symbolisme.
Pankiewicz est l'un des pionniers de l'art graphique polonais. C'est lui qui, dans les années 1894-1895, entreprend les premières tentatives de créer des graphismes originaux, libérés de leurs fonctions usuelles de reproduction et d'illustration. En 1897, il commence à travailler sur une série d'images coupées à sec capturant les paysages de Polésie, dans lesquelles il adapte la manière de voir et les moyens de représentation graphique de Camille Corot et des réalistes français. En 1899, Pankiewicz  publie le premier portfolio de l'histoire de l'art graphique polonais, Quator eaux-fortes, avec des paysages de Paris, Chartres, Rouen, Rome et Venise.
En 1897, Pankiewicz adhère à l’Association des artistes polonais Sztuka (Art) avec laquelle il expose régulièrement en Pologne et à l'étranger, notamment à Vienne (1902, 1906, 1908).
Dans les années 1897-1906, il effectue plusieurs voyages en Hollande, Belgique, Italie, Angleterre, France. En 1897-98, à la demande de son ami Adam Oderfeld, il réalise une série de portraits de membres de sa famille. Inspiré par la technique de James Whistler, Pankiewicz se révèle un portraitiste exceptionnel. En 1899, son tableau Portrait de Mme Oderfeld avec sa fille remporte une médaille d'or à l'Exposition universelle de Paris. A l'Exposition universelle de 1900, il reçoit une médaille d'argent.
En 1906, Pankiewicz est nommé professeur à l’Académie des Beaux-Arts à Cracovie. Il a notamment comme élève Moïse Kisling qu'il encourage à gagner Paris, et de Jan-Waclaw Zawadowski, dit Zawado. À partir de 1908, Pankiewicz habite à Paris où il se lie d'amitié avec Pierre Bonnard et Félix Fénéon. Il voyage beaucoup en France et peint les paysages de Concarneau, Saint-Valery-en-Caux, Collioure, Saint-Tropez, Vernon et Giverny. Il peint également des natures mortes. Influencé par l'œuvre de Paul Cézanne, Pankiewicz révise sa technique.
Pendant la Première Guerre mondiale, Pankiewicz séjourne à Barcelone et Madrid. Il s'y rapproche de Robert Delaunay avec lequel il partage un atelier un certain temps. Sous son influence, il découvre le cubisme. Après la guerre, Pankiewicz revient à Paris. En 1922 a lieu sa première exposition individuelle parisienne, à la galerie Bernheim-Jeune.
En 1923, il décide de retourner en Pologne où il renouvelle ses cours à l'Académie des Beaux-Arts de Cracovie. En 1925, il s'établit à nouveau à Paris où il dirige la filiale parisienne de l'Académie cracovienne. Excellent pédagogue, les kapistes sont ses élèves; il exerce une influence considérable sur l'évolution du postimpressionnisme en Pologne, entre autres sur Jan Cybis, Artur Nacht-Samborski, Józef Czapski, Zygmunt Waliszewski et Tadeusz Potworowski.
À cette époque, il désavoue sa production antérieure. Il rejette en bloc toutes les autorités jusqu’à présent très honorées. Il critique les œuvres de ses anciens amis Pierre Bonnard, Gustave Courbet et Paul Cézanne. Il rejette également toute son expérience puisée du cubisme durant son séjour en Espagne. Il s'oriente vers l'esthétique traditionnelle, faisant référence à l'art ancien et basée sur l'observation directe de la nature. Les galeries du musée du Louvre deviennent une source d'inspiration pour lui et ses élèves.
Il reçoit la Légion d'honneur en 1928. L'artiste décède à La Ciotat en 1940.

## Œuvre

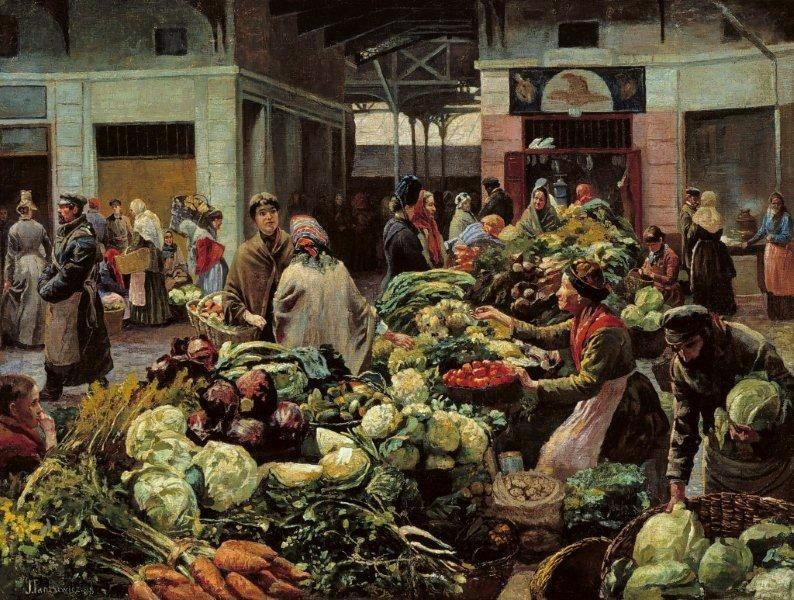
Marché aux légumes, 1988
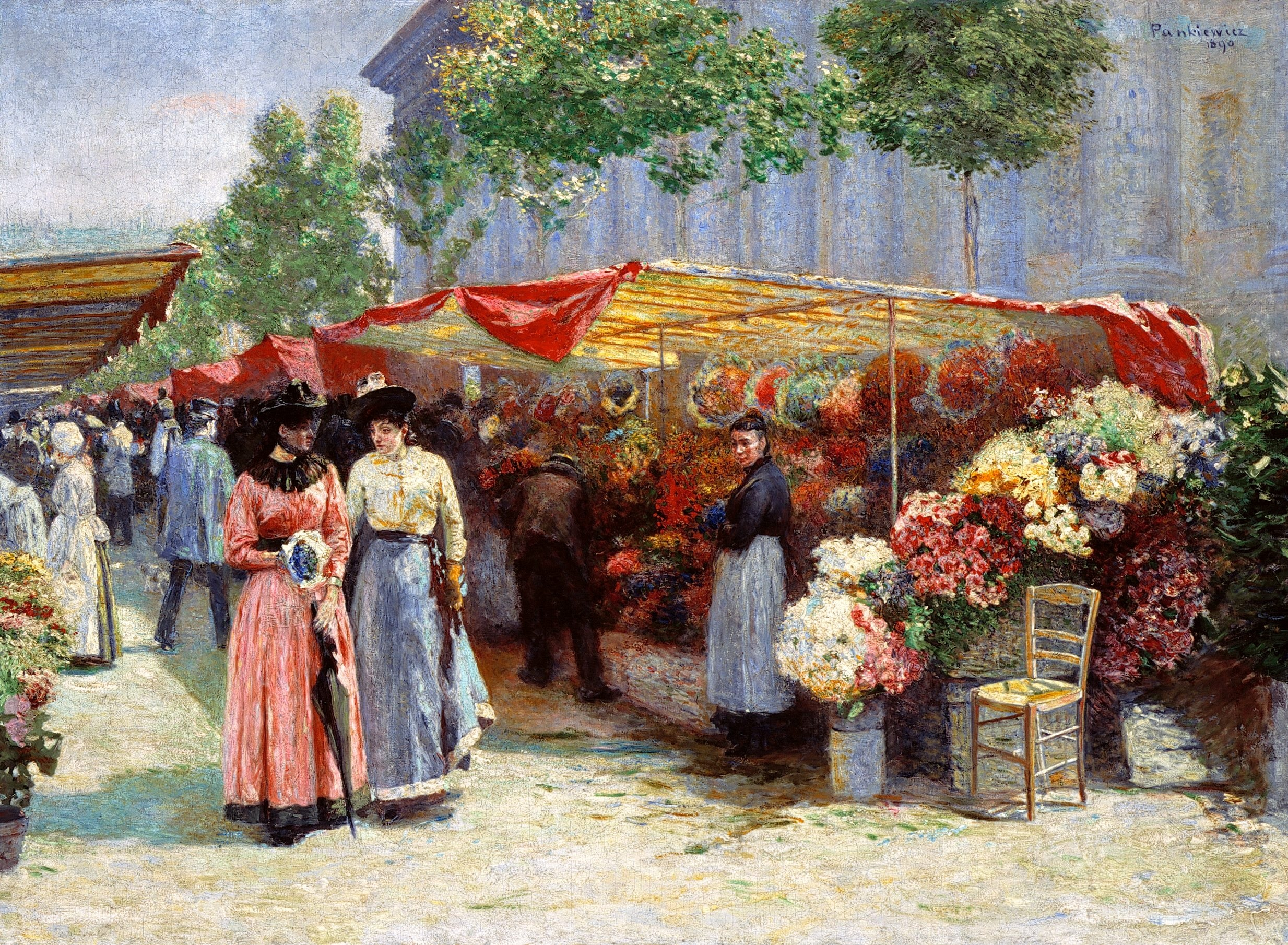
Marché aux fleur à Paris, 1890
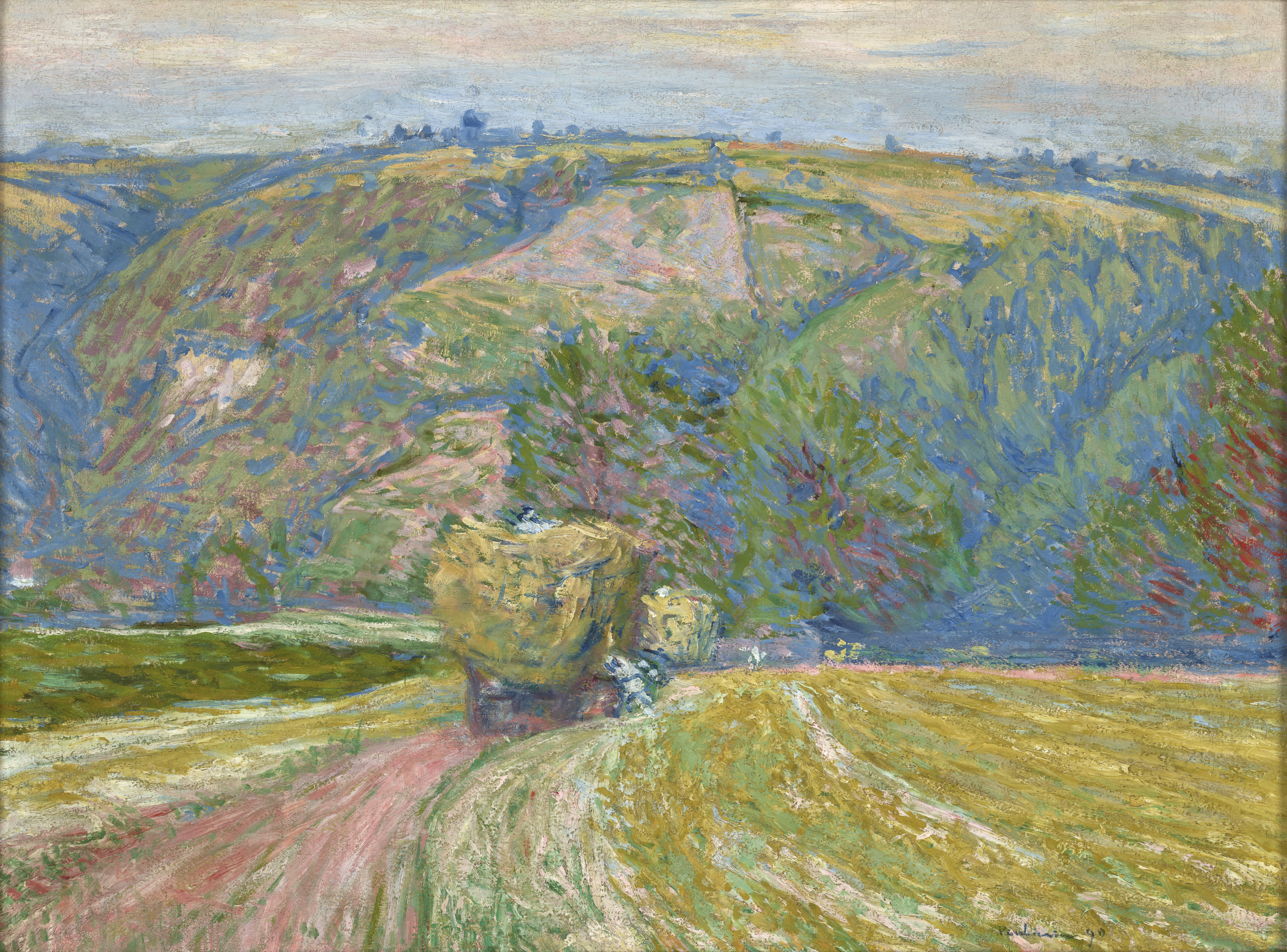
Kazimierz Dolny, 1890
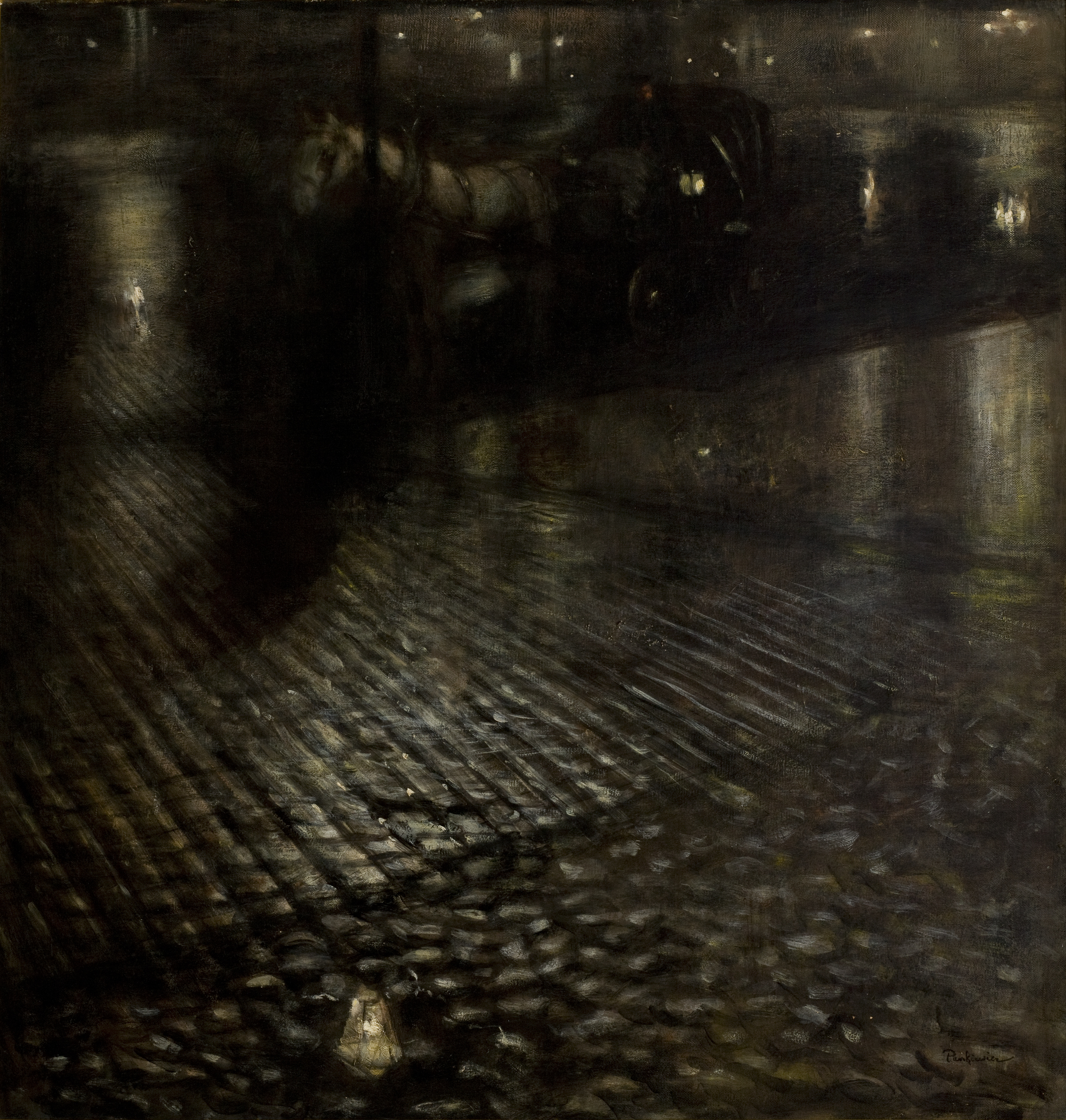
Fiacre sous la pluie, 1896
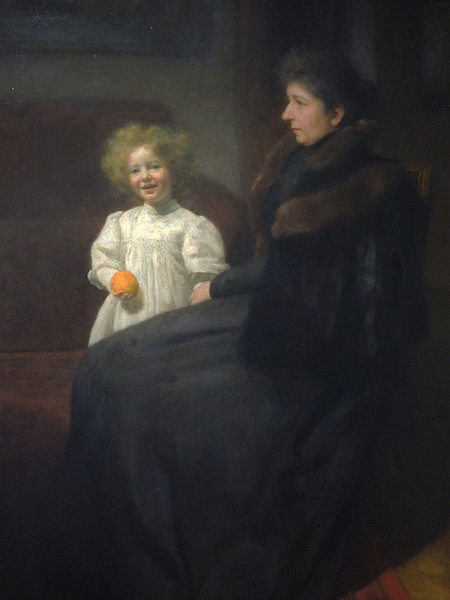
Portrait de Mme Orderfeld avec sa fille, 1897
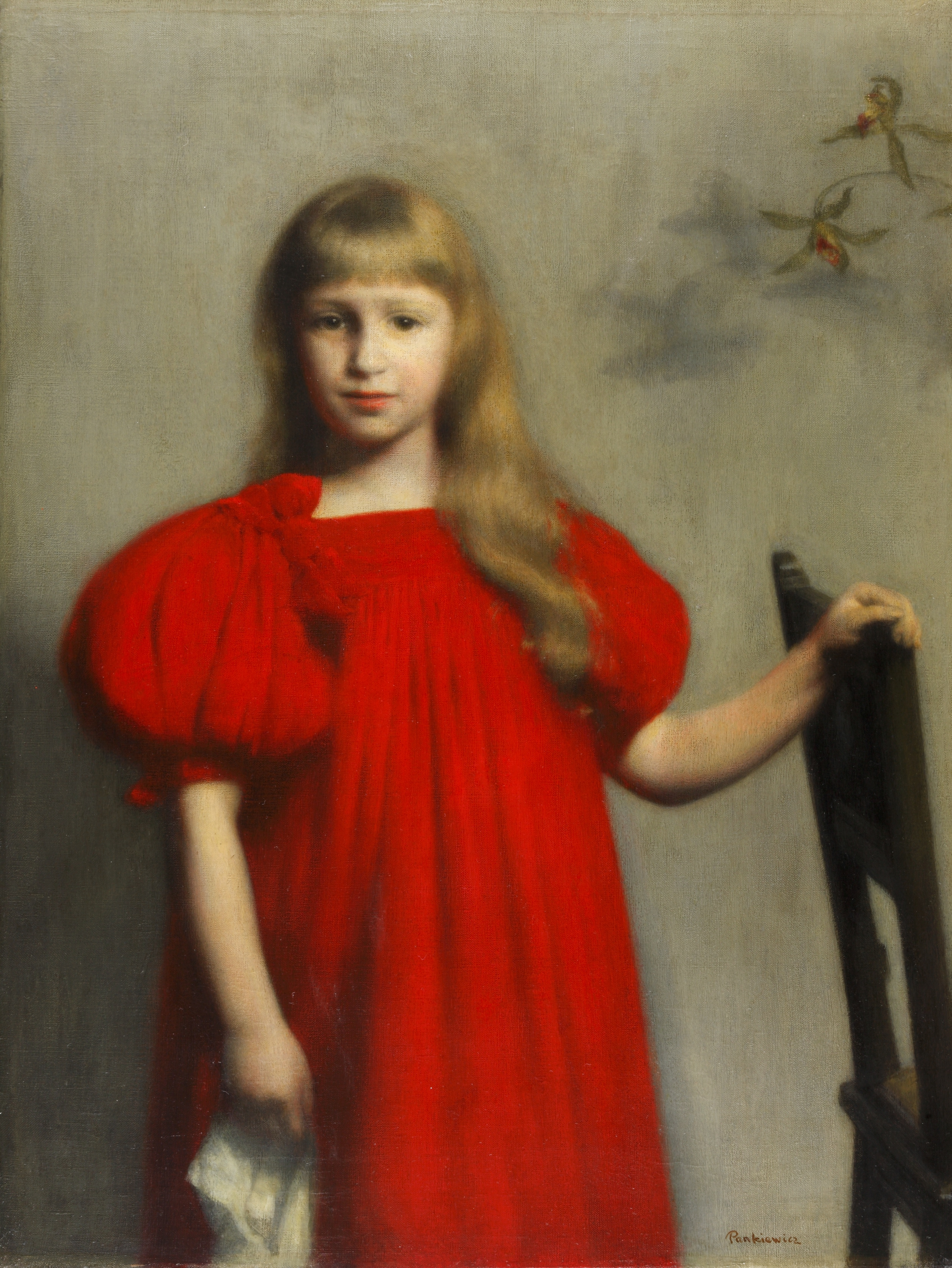
Portrait de Józefa Oderfeld, 1897
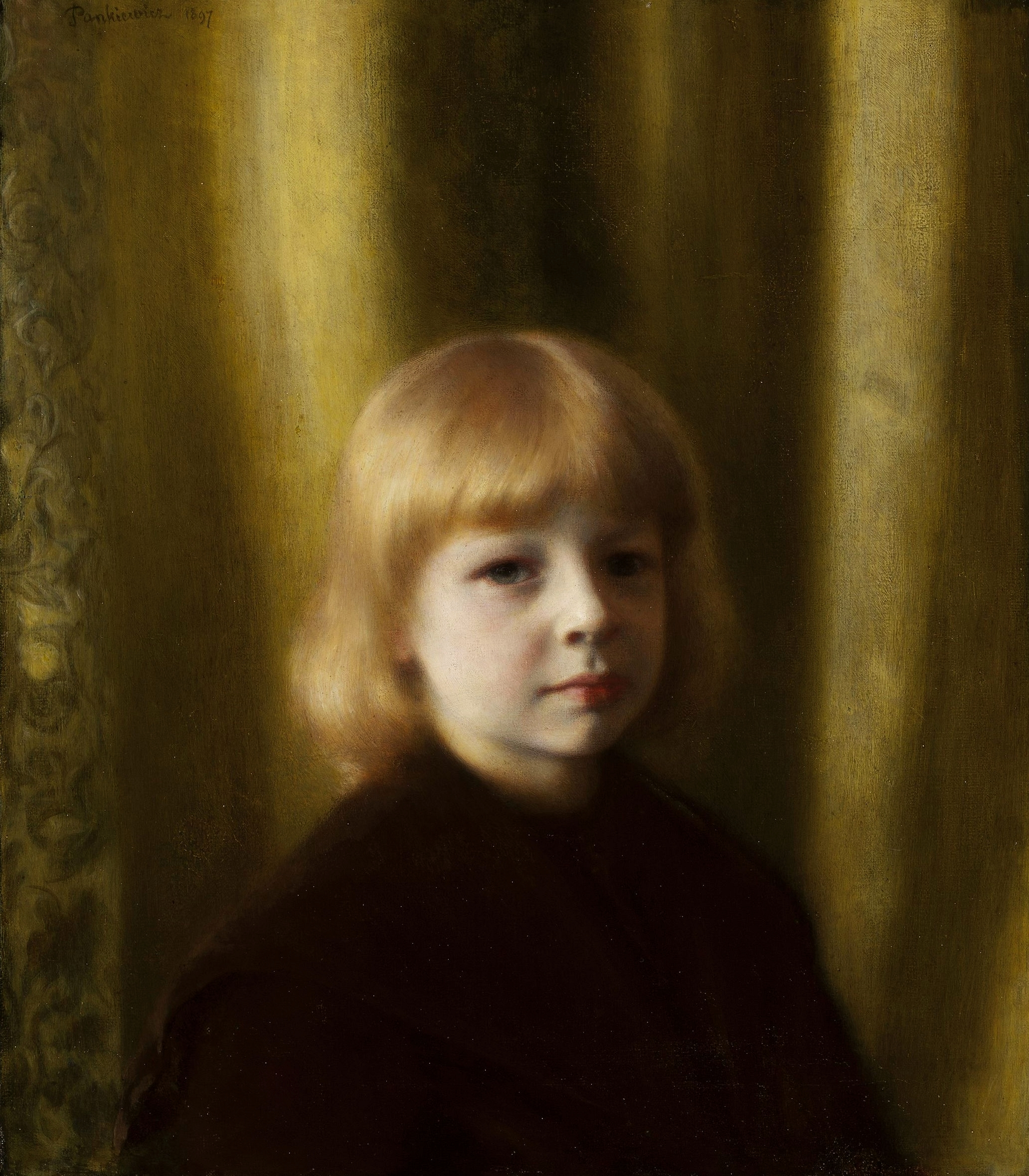
Portrait de Stefan Polczyński, 1897
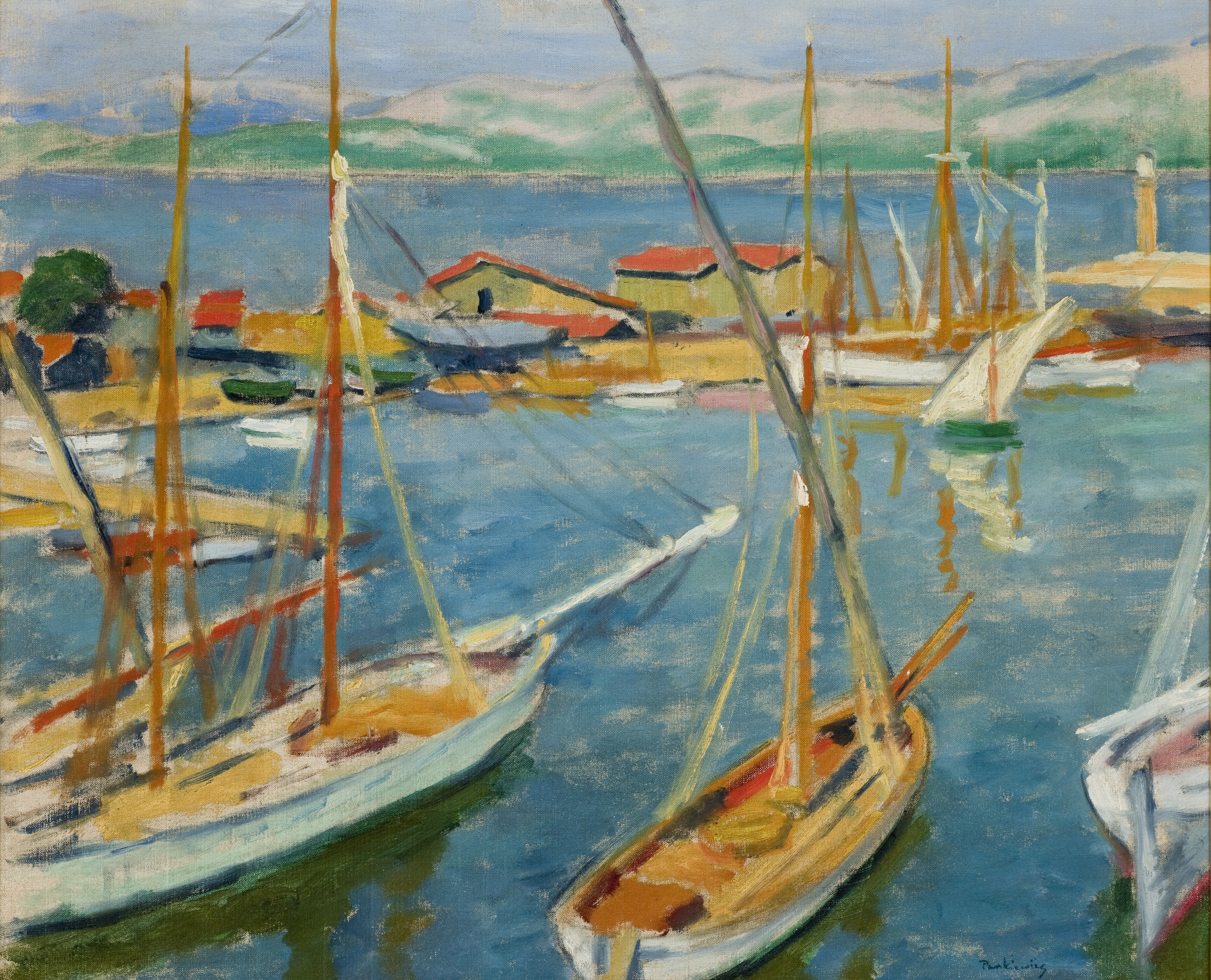
Saint-Tropez, 1909
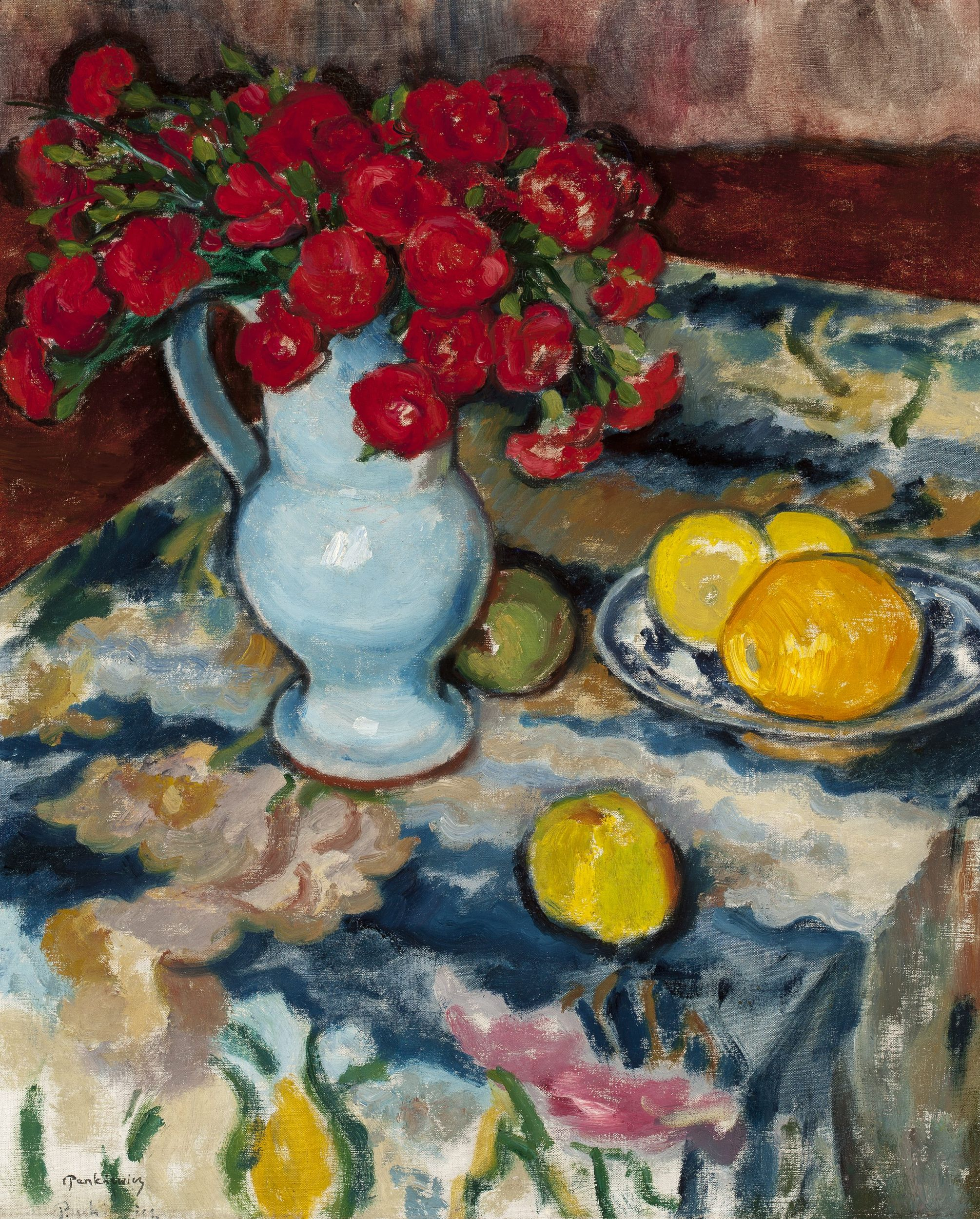
1910
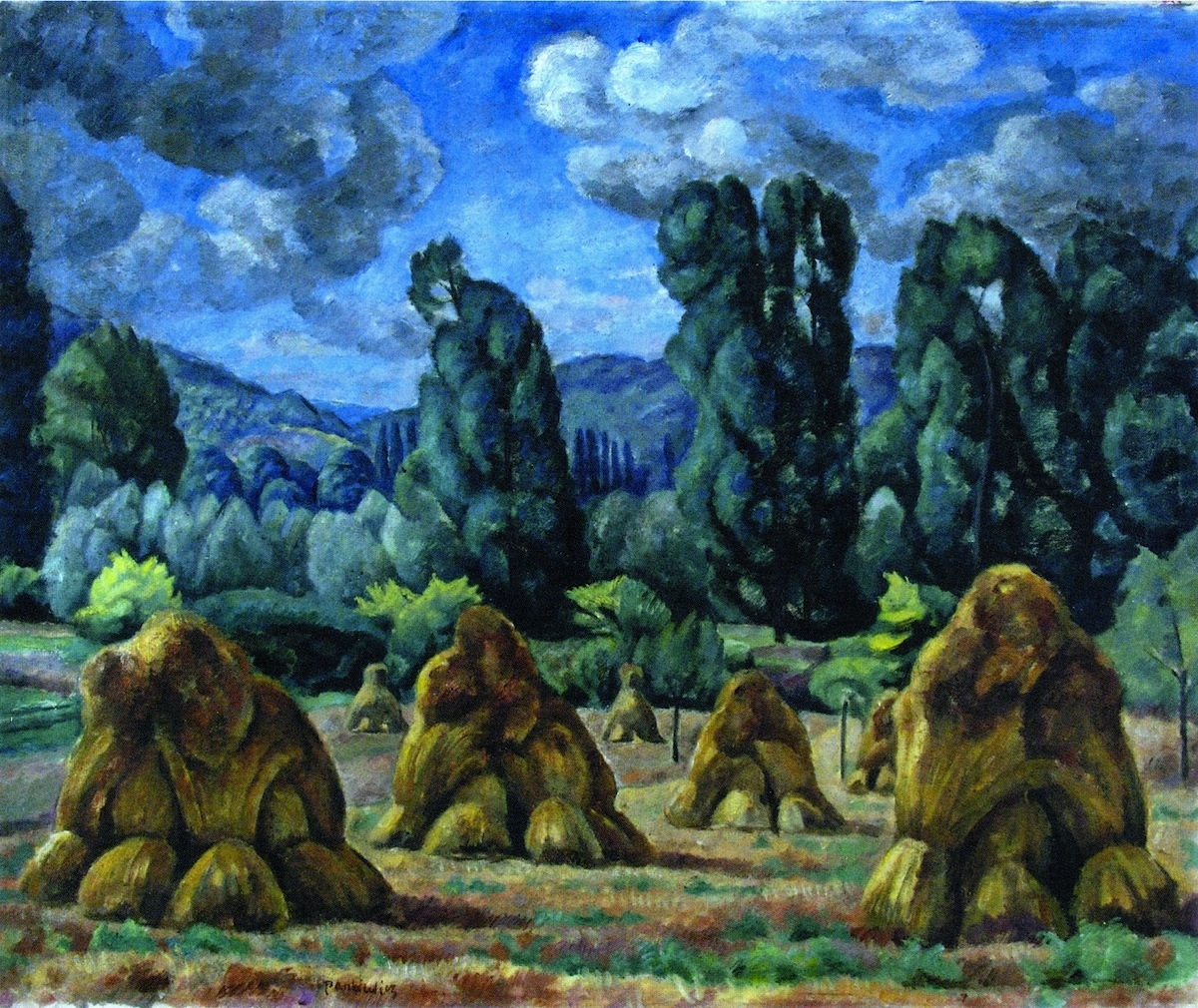
Normandie, 1912
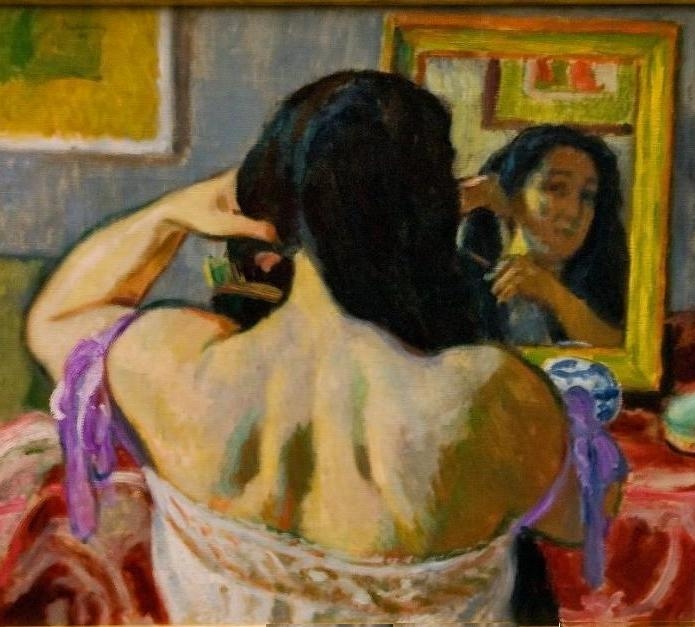
1911
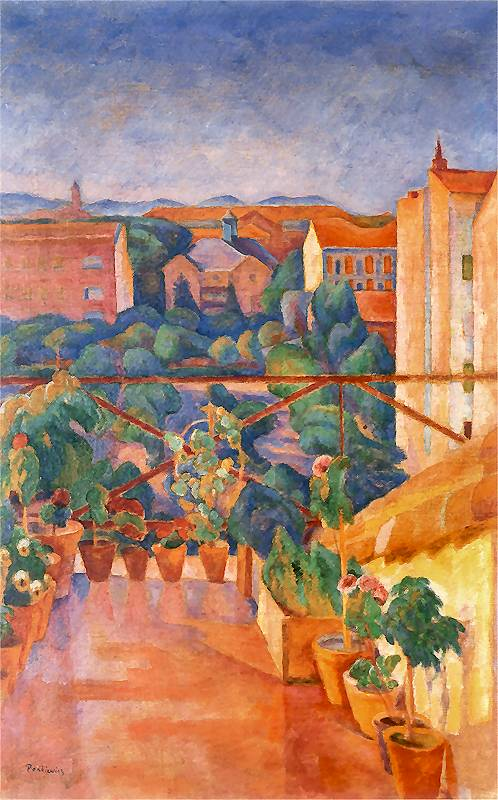
Terrasse à Madrid
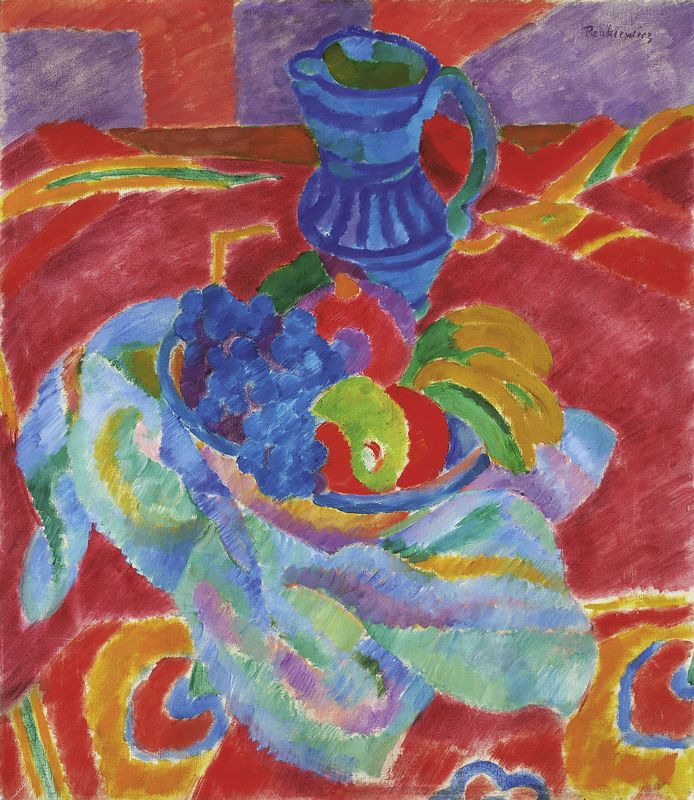
1916 -1918
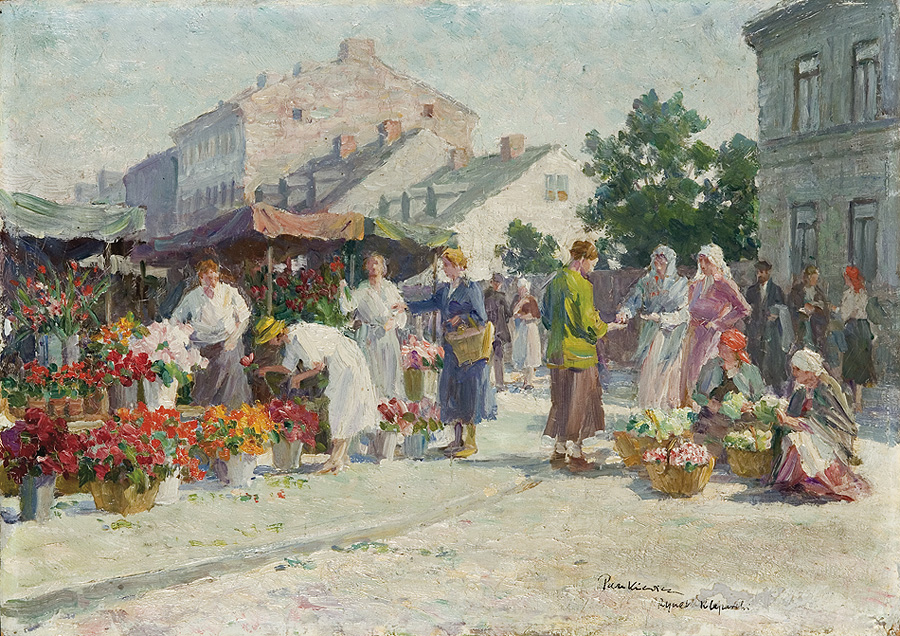
Marché à Cracovie, 1930